# Vladimír Dzurilla
Vladimír Dzurilla (* 2. August 1942 in Bratislava, Slowakischer Staat; † 27. Juli 1995 in Düsseldorf, Deutschland) war ein slowakischer Eishockeytorwart und -trainer.

## Karriere
Vladimír Dzurilla begann seine Karriere als Eishockeyspieler im Alter von 13 Jahren, als er eine Probetraining beim CHZJD Bratislava absolvierte. Allerdings wurde er für ungeeignet gehalten, so dass er stattdessen bei Kovosmalt Petržalka trainierte.
In der Spielzeit 1956/57 spielte er dann für Kovosmalt in der zweiten Spielklasse der Tschechoslowakei und zeigte dort sehr gute Leistungen. Daraufhin bekam er das Angebot, doch für CHZJD Bratislava zu spielen. Dieses Angebot nahm er an und blieb bis 1973 bei diesem Klub, bevor er zu Zetor Brno wechselte. Bis 1978 spielte er für Brno.
Dzurilla wurde von den Edmonton Oilers aus der World Hockey Association gedraftet, spielte aber nie in Nordamerika.
Vor der Saison 1978/79 siedelte er nach Deutschland über und spielte für den EV Augsburg in der Eishockey-Bundesliga. Nach nur einem Jahr in Augsburg wurde er vom SC Riessersee verpflichtet und gewann mit diesem Klub zwei Jahre später die Deutsche Meisterschaft. In der folgenden Saison wurde Joseph Heiß der Back-up von Dzurilla, der diesen als Vorbild und Lehrer bezeichnet. 1982 beendete Dzurilla, der von Mannschaftskameraden auch Maco gerufen wurde, seine aktive Spielerkarriere. Dzurilla hält mit 571 Ligaspielen in 19 Jahren den Rekord für Torhüter in der tschechoslowakischen Extraliga.

### International
Vladimír Dzurilla gab bereits 1960 sein Debüt in der tschechoslowakischen Nationalmannschaft. Er nahm an zehn Weltmeisterschaften teil, bei  denen er zwei Gold-, drei Silber- und vier Bronzemedaillen gewann. Bei der Weltmeisterschaft 1965 wurde er als bester Torhüter des Turniers ausgezeichnet und sowohl 1965 als auch 1969 in das All-Star-Team gewählt. Weitere Höhepunkte seiner internationalen Karriere waren die Einsätze bei den Olympischen Winterspielen 1964, 1968 und 1972, bei denen er eine Silber- und zwei Bronzemedaillen gewann.
Eines seiner besten Spiele im Nationaltrikot war der 1:0-Sieg der Tschechoslowaken gegen Kanada in der Vorrunde des Canada Cup 1976, bei dem Dzurilla 29 Schüsse auf sein Tor abwehrte und einen Shutout feiern konnte. Aufgrund dieser Leistung wollte der damalige General Manager der Montréal Canadiens, Sam Pollock, Dzurilla verpflichten. Dieser bekam aber niemals die Erlaubnis, nach Nordamerika zu wechseln.
Insgesamt absolvierte Vladimír Dzurilla 139 Partien in 16 Jahren für sein Heimatland und liegt damit in der Rangliste für Torhüter auf Platz zwei hinter Jiří Holeček, der 164 Einsätze im Nationaltrikot hatte.

## Karriere als Trainer

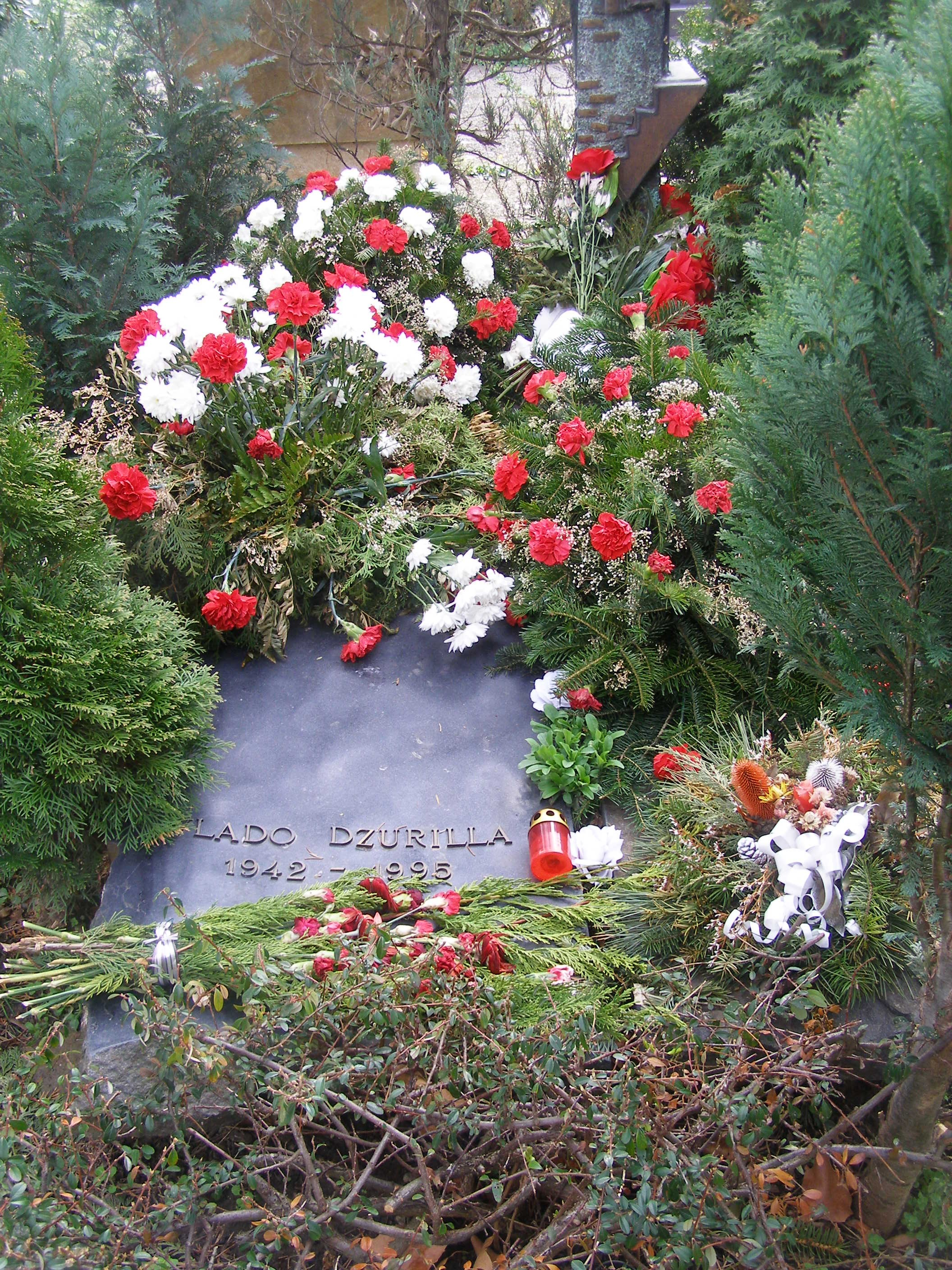
Das Grab von Vladimír Dzurilla am Friedhof Slávičie údolie in Bratislava

Nach seinem Rücktritt als Spieler arbeitete Dzurilla als Trainer in der Tschechoslowakei und Deutschland. Er arbeitete unter anderem als Cheftrainer in Garmisch-Partenkirchen beim SC Riessersee (1987/88), bei Eintracht Frankfurt 1988/89, EHC Klostersee, bei Zetor Brno und beim HC Slovan Bratislava.
In seinem letzten Lebensjahr war er der offizielle Torwarttrainer für  Nachwuchstalente des IIHF. Das letzte Eishockeyspiel seiner Karriere absolvierte er im Mai 1995 in Stockholm, wo eine Schwedische Altherren-Auswahl gegen die World Oldtimer All-Stars spielte. Bei diesem Spiel wurde Dzurilla als Spieler des Tages ausgezeichnet.
Kurz vor seinem 53. Geburtstag erlitt Vladimír Dzurilla einen Herzinfarkt in seiner Wohnung in Düsseldorf und starb noch am selben Tag an den Folgen des Infarkts. Die wichtigste Auszeichnung seiner Karriere wurde ihm erst nach seinem Tod zuteil, als er 1998 in die IIHF Hall of Fame aufgenommen wurde. Vier Jahre später wurde er in die Hall of Fame des slowakischen Eishockeyverbands aufgenommen.

## Erfolge und Auszeichnungen
- Bei Olympischen Winterspielen:
  - Silbermedaille bei Olympia 1968 in Grenoble
  - Bronzemedaille bei Olympia 1964 in Innsbruck
  - Bronzemedaille bei Olympia 1972 in Sapporo
- Bei Weltmeisterschaften:
  - Goldmedaille 1972, 1976, 1977
  - Silbermedaille 1965, 1966
  - Bronzemedaille 1963, 1969, 1970
  - All-Star-Team 1965 und 1969
  - Bester Torhüter 1965
- Canada Cup 1976: Silbermedaille
- In der Eishockey-Bundesliga:
  - Deutscher Meister mit dem SC Riessersee 1980/81
  - Toni-Kehle-Pokal (Bester Torhüter der Bundesliga) 1979/80 und 1980/81